# Kenseitō
Il Kenseitō (Giapponese: 憲政党, letteralmente "Partito Costituzionale") è stato un partito politico dell'Impero giapponese nel periodo Meiji.

## Storia
Il Kenseitō fu fondato nel giugno del 1898 da una fusione dello Shimpotō, guidato da Ōkuma Shigenobu (che poi diventerà presidente e leader del nuovo partito), col Partito Liberale, guidato da Itagaki Taisuke. Poco prima delle fusione infatti, alle elezioni del marzo dello stesso anno i due partiti ottennero in tutto 208 dei seggi della Camera dei rappresentanti, camera bassa della Dieta Imperiale. Col crollo del terzo governo Itō, divenne primo Ministro Ōkuma Shigenobu, il quale apportò alcune riforme a livello fiscale.
Nonostante alle elezioni dell'agosto 1898 il partito avesse ottenuto 244 seggi su 300, esso cominciò presto a dare segni di instabilità a causa delle accuse dei membri dell'ex Partito Liberale, i quali ritenevano che Ōkuma avesse distribuito i seggi del partito in modo ingiusto, dandone meno ai liberali.
A causa di queste discordanze ed alle numerose critiche dell'ala liberale, nel 1900 il governo Ōkuma cadde ed il partito si sciolse.